# 庙岔镇
庙岔镇，是中华人民共和国安徽省阜阳市临泉县下辖的一个乡镇级行政单位。

## 行政区划
庙岔镇下辖以下地区：
庙岔村、老店村、后韩庄村、武场营村、范楼村、庞庄村、后范庄村、葛庄村、王盐店村、祁庄村、后张庄村、刘庄村和小李庄村。